# جون بي رايلي جونيور
جون بي رايلي جونيور (بالإنجليزية: John P. Riley, Jr.)‏ هو لاعب هوكي الجليد أمريكي، ولد في 15 يونيو 1920 في بوسطن في الولايات المتحدة، وتوفي في 3 فبراير 2016 في مقاطعة بارنستابل في الولايات المتحدة.

## وصلات خارجية
- جون بي رايلي جونيور على موقع EliteProspects.com (الإنجليزية)
- جون بي رايلي جونيور على موقع HockeyDB.com (الإنجليزية)
- جون بي رايلي جونيور على موقع أوليمبيديا (الإنجليزية)